# Iwerne Minster
Iwerne Minster – wieś w Anglii, w hrabstwie Dorset, w dystrykcie (unitary authority) Dorset. Leży 31 km na północny wschód od miasta Dorchester i 158 km na południowy zachód od Londynu. W 2001 miejscowość liczyła 889 mieszkańców.